# 德特赖·若尔特
德特赖·若尔特（匈牙利語：Detre Zsolt，1947年3月7日—），匈牙利男子帆船运动员。他曾代表匈牙利参加1980年夏季奥林匹克运动会帆船比赛，获得一枚铜牌。

## 家庭
兄弟德特赖·绍博尔奇。